# Неравенство Минковского
Нера́венство Минко́вского — это неравенство треугольника для пространств функций с интегрируемой {\displaystyle p}-й степенью.

## Формулировка
Пусть {\displaystyle (X,{\mathcal {F}},\mu )} — пространство с мерой, и функции {\displaystyle f,g\in L^{p}(X,{\mathcal {F}},\mu )}, то есть {\displaystyle \int \limits _{X}|f|^{p}\,d\mu <\infty ,\;\int \limits _{X}|g|^{p}\,d\mu <\infty }, где {\displaystyle p\geq 1}, и интеграл понимается в смысле Лебега. Тогда {\displaystyle f+g\in L^{p}(X,{\mathcal {F}},\mu )}, и более того:
{\displaystyle \left(\int \limits _{X}|f(x)+g(x)|^{p}\,\mu (dx)\right)^{1/p}\leq \left(\int \limits _{X}|f(x)|^{p}\,\mu (dx)\right)^{1/p}+\left(\int \limits _{X}|g(x)|^{p}\,\mu (dx)\right)^{1/p}.}

## Доказательство
Сначала докажем, что

{\displaystyle f,g\in L^{p}(E)\Rightarrow |f+g|^{p}} суммируема на {\displaystyle E}.

Введём множества: {\displaystyle E_{1}=E[|f|\geq |g|]\quad E_{2}=E[|f|<|g|]}.

{\displaystyle \int \limits _{E_{1}}|f+g|^{p}d\mu \leq \int \limits _{E_{1}}(|f|+|g|)^{p}d\mu \leq 2^{p}\int \limits _{E_{1}}|f|^{p}d\mu .}

{\displaystyle \int \limits _{E_{2}}|f+g|^{p}d\mu \leq \int \limits _{E_{2}}(|f|+|g|)^{p}d\mu \leq 2^{p}\int \limits _{E_{2}}|g|^{p}d\mu .}

{\displaystyle \int \limits _{E}|f+g|^{p}d\mu =\int \limits _{E_{1}}|f+g|^{p}d\mu +\int \limits _{E_{2}}|f+g|^{p}d\mu \leq 2^{p}\int \limits _{E_{1}}|f|^{p}d\mu +2^{p}\int \limits _{E_{2}}|g|^{p}d\mu <\infty .}

Перейдём к доказательству неравенства Минковского:

{\displaystyle \int \limits _{E}|f+g|^{p}d\mu =\int \limits _{E}|f+g||f+g|^{p-1}d\mu \leq \int \limits _{E}|f||f+g|^{p-1}d\mu +\int \limits _{E}|g||f+g|^{p-1}d\mu ;}

{\displaystyle |f|\in L^{p},|f+g|^{p-1}=|f+g|^{p/q}\in L^{q}\Rightarrow } можно применить к ним Неравенство Гёльдера:

{\displaystyle \int \limits _{E}|f||f+g|^{p-1}d\mu \leq \left(\int \limits _{E}|f|^{p}d\mu \right)^{1/p}\left(\int \limits _{E}|f+g|^{(p-1)q}d\mu \right)^{1/q}=\left(\int \limits _{E}|f|^{p}d\mu \right)^{1/p}\left(\int \limits _{E}|f+g|^{p}d\mu \right)^{1-1/p},}

{\displaystyle \int \limits _{E}|g||f+g|^{p-1}d\mu \leq \left(\int \limits _{E}|g|^{p}d\mu \right)^{1/p}\left(\int \limits _{E}|f+g|^{(p-1)q}d\mu \right)^{1/q}=\left(\int \limits _{E}|g|^{p}d\mu \right)^{1/p}\left(\int \limits _{E}|f+g|^{p}d\mu \right)^{1-1/p}.}

Таким образом:

{\displaystyle \int \limits _{E}|f+g|^{p}d\mu \leq \left(\int \limits _{E}|f|^{p}d\mu \right)^{1/p}\left(\int \limits _{E}|f+g|^{p}d\mu \right)^{1-1/p}+\left(\int \limits _{E}|g|^{p}d\mu \right)^{1/p}\left(\int \limits _{E}|f+g|^{p}d\mu \right)^{1-1/p}.}

Делим левую и правую части на {\displaystyle \left(\int \limits _{E}|f+g|^{p}d\mu \right)^{1-1/p}}.

Неравенство доказано.

Примечание: В случае, когда {\displaystyle \left(\int \limits _{E}|f+g|^{p}d\mu \right)^{1-1/p}=0} неравенство очевидно, так как справа стоят неотрицательные числа.

## Замечание
Неравенство Минковского показывает, что в линейном пространстве {\displaystyle L^{p}(X,{\mathcal {F}},\mu )} можно ввести норму:
{\displaystyle \|f\|_{p}=\left(\;\int \limits _{X}|f(x)|^{p}\,\mu (dx)\;\right)^{1/p},}
которая превращает его в нормированное, а следовательно и метрическое пространство.

## Частные случаи

### Евклидово пространство
Рассмотрим Евклидово пространство {\displaystyle E=\mathbb {R} ^{n}} или {\displaystyle \mathbb {C} ^{n}}. {\displaystyle L^{p}}-норма в этом пространстве имеет вид:
{\displaystyle \|x\|_{p}=\left(\sum \limits _{i=1}^{n}|x_{i}|^{p}\right)^{1/p},\;x=(x_{1},\ldots ,x_{n})^{\top },}
и тогда
{\displaystyle \left(\sum \limits _{i=1}^{n}|x_{i}+y_{i}|^{p}\right)^{1/p}\leq \left(\sum \limits _{i=1}^{n}|x_{i}|^{p}\right)^{1/p}+\left(\sum \limits _{i=1}^{n}|y_{i}|^{p}\right)^{1/p},\;\forall x,y\in E.}
Если {\displaystyle n=2,3} и {\displaystyle p=2}, то получаем классическое неравенство треугольника из планиметрии и стереометрии.

### Пространство lp
Пусть {\displaystyle X=\mathbb {N} ,\,{\mathcal {F}}=2^{\mathbb {N} },\,m} — счётная мера на {\displaystyle \mathbb {N} }. Тогда множество всех последовательностей {\displaystyle \{x_{n}\}_{n=1}^{\infty }}, таких что
{\displaystyle \|x\|_{p}=(\sum _{n=1}^{\infty }|x_{n}|^{p})^{1/p}<\infty ,}
называется {\displaystyle l^{p}}. Неравенство Минковского для это пространства имеет вид:
{\displaystyle \left(\sum \limits _{n=1}^{\infty }|x_{n}+y_{n}|^{p}\right)^{1/p}\leq \left(\sum \limits _{n=1}^{\infty }|x_{n}|^{p}\right)^{1/p}+\left(\sum \limits _{n=1}^{\infty }|y_{n}|^{p}\right)^{1/p},\;\forall x,y\in l^{p}.}

### Вероятностное пространство
Пусть {\displaystyle (\Omega ,{\mathcal {F}},\mathbb {P} )} — вероятностное пространство. Тогда {\displaystyle L^{p}(\Omega ,{\mathcal {F}},\mathbb {P} )} состоит из случайных величин с конечным {\displaystyle p}-м моментом: {\displaystyle \mathbb {E} \left[|X|^{p}\right]<\infty }, где символ {\displaystyle \mathbb {E} } обозначает математическое ожидание. Неравенство Минковского в этом случае имеет вид:
{\displaystyle \left(\mathbb {E} |X+Y|^{p}\right)^{1/p}\leq \left(\mathbb {E} |X|^{p}\right)^{1/p}+\left(\mathbb {E} |Y|^{p}\right)^{1/p}.}